# Keith Feiling
Sir Keith Grahame Feiling (* 7. September 1884; † 16. September 1977) war ein britischer Historiker für Zeitgeschichte.

## Leben und Karriere
Feiling war ein Sohn von Ernest Feiling und dessen Ehefrau Joan Barbara Hawkins. Seine Ausbildung führte ihn vom Marlborough College (Marlborough) ans Balliol College (Oxford).
Im Jahre 1911 berief man ihn zum Tutor für Geschichte an das Christ College und 1928 nahm er einen Ruf des All Souls College (Oxford) an und wirkte dort zwischen 1946 und 1950 als Lektor für Zeitgeschichte auf der Stelle des Chichele Professor of Modern History. Seine Antrittsvorlesung hielt er dort am 1. Februar 1947 und sie trug den Titel „The study of the modern history of Great Britain, 1862-1946“.

## Ehrungen
1919 wurde er als Officer des Order of the British Empire ausgezeichnet.
1954 verlieh man ihm den James Tait Black Memorial Prize für seine Biographie über „Warren Hastings“.
1958 wurde er als Knight Bachelor („Sir“) geadelt.

## Werke (Auswahl)
- British foreign policy. 1660–1672. Neuaufl. Cass, London 1969.
- England under the Tudors and Stuarts. 1485–1688. Oxford University Press, Oxford 1963 (Nachdr. d. Ausg. London 1927).
- A history of a Tory party. 1640–1714. Neuaufl. Clarendon, Oxford 1965.
- A history of England. From the coming of the English to 1918. 2. Aufl. Macmillan, London 1966.
- Italian policy since 1870. Oxford University Press, Oxford 1914.
- The life of Neville Chamberlain. Macmillan, London 1970 (Nachdr. d. Ausg. London 1946).
- The second Tory party. 1714–1832. Macmillan, London 1959 (Nachdr. d. Ausg. London 1938).
- The study of the modern history of Great Britain. 1862–1946. Oxford University Press, Oxford 1947.
- Warren Hastings. Macmillan, London 1966 (Nachdr. d. Ausg. London 1954).
- What is conservatism? Faber & Faber, London 1930.